# Евгений Онегин
Вижте пояснителната страница за други значения на Евгений Онегин.
„Евгений Онегин“ (на руски: Евгений Онегин) е руски роман в стихове на Александър Пушкин.
По този роман Пьотър Чайковски пише едноименна опера. Съществуват и екранизации на романа. Преведен е на много европейски езици и се счита за световна класика.
Пушкин работи над него в продължение на 7 години. Публикува го на отделни глави, между 1825 и 1837 година. Романът обхваща периода от 1819 до 1825 година, а структурата му може да се уподоби метафорично на елипса – не с един център (любовната интрига между Онегин и прекрасната телесно и душевно млада провинциална дворянка Татяна Ларина), а с 2 средоточия – споменатата вече любовна драма и промяната в живота на главния герой вследствие нелепото убийство от негова страна на приятеля му Владимир Ленски на дуел заради женска чест. Основното послание е за трагичния ход на живота на руското просветено дворянство, което в своята самовлюбеност и суетност пропуска поради фатални грешки да се наслади на радостите на човешкия живот заради модерното тогава съчетание на егоизъм и дендизъм. Образът на главния герой съвсем конкретно предчувства и предсказва появата десетилетия по-късно в модерната лирика на темите за мировата скръб, за трагичното търсене на вътрешна опора, за смесицата от скука и безсилно отвращение от ежедневието (spleen) у автори като Шарл Бодлер или Оскар Уайлд – макар и формата, и поетическата техника на романа в стихове да са съвсем класически, напомнящи Байрон.
Произведението се състои от осем глави, като в изданията се добавят и 2 други глави – девета и десета, в които съответно става дума за пътуванията на главния герой из Русия и за някои актуални по онова време политически теми. Глава девета е изгубена и частично запазена, а глава десета е недовършена и е с чести прекъсвания и липси на номерацията в отделните строфи.
Основният сюжет обаче, който започва с описание личността и живота на Онегин, продължава с установяването му на село, срещата с младата Татяна, дуелът с Ленски и смъртта на същия, повторната среща между Евгений и Татяна, вече в града – при която любовта му е отхвърлена от нея по морални причини – се съдържа именно в глави от първа до осма.
На български език има няколко превода със запазване на ритъма и римите, подобно на оригинала – например на Младен Исаев, на Димитър Петричев, на Григор Ленков, на Любен Любенов. Преводите на Исаев и Ленков са включвани в прочути издания – част от задължителни произведения, изучавани от библиотеки на ученика, което води до тяхната известност сред четящата публика, особено на варианта на втория преводач.